# Pterophylla
Pterophylla är ett släkte av insekter. Pterophylla ingår i familjen vårtbitare.
Kladogram enligt Catalogue of Life:
| Pterophylla | \| \| Pterophylla baezi \| \| \| \| \| \| Pterophylla beltrani \| \| \| \| \| \| Pterophylla camellifolia \| \| \| \| \| \| Pterophylla furcata \| \| \| \| \| \| Pterophylla robertsi \| \| \| \| |
|             | \| \| Pterophylla baezi \| \| \| \| \| \| Pterophylla beltrani \| \| \| \| \| \| Pterophylla camellifolia \| \| \| \| \| \| Pterophylla furcata \| \| \| \| \| \| Pterophylla robertsi \| \| \| \| |
|             | Pterophylla baezi |
|             | |
|             | Pterophylla beltrani |
|             | |
|             | Pterophylla camellifolia |
|             | |
|             | Pterophylla furcata |
|             | |
|             | Pterophylla robertsi |
|             | |

## Bildgalleri

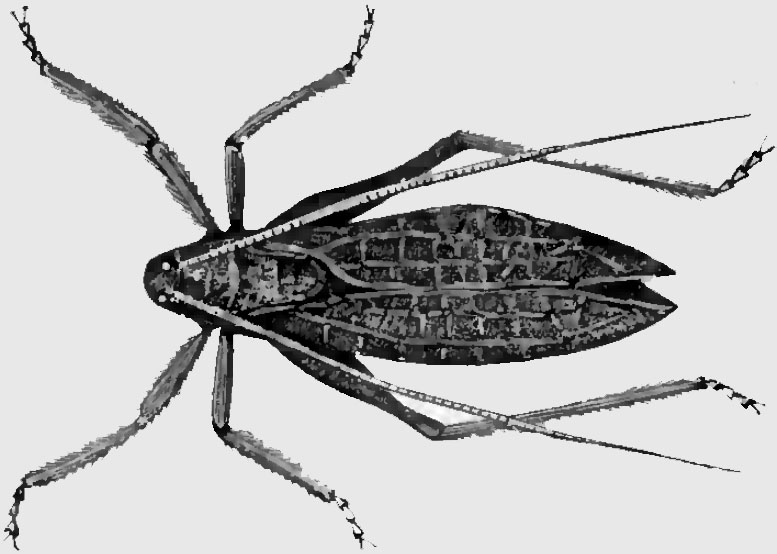
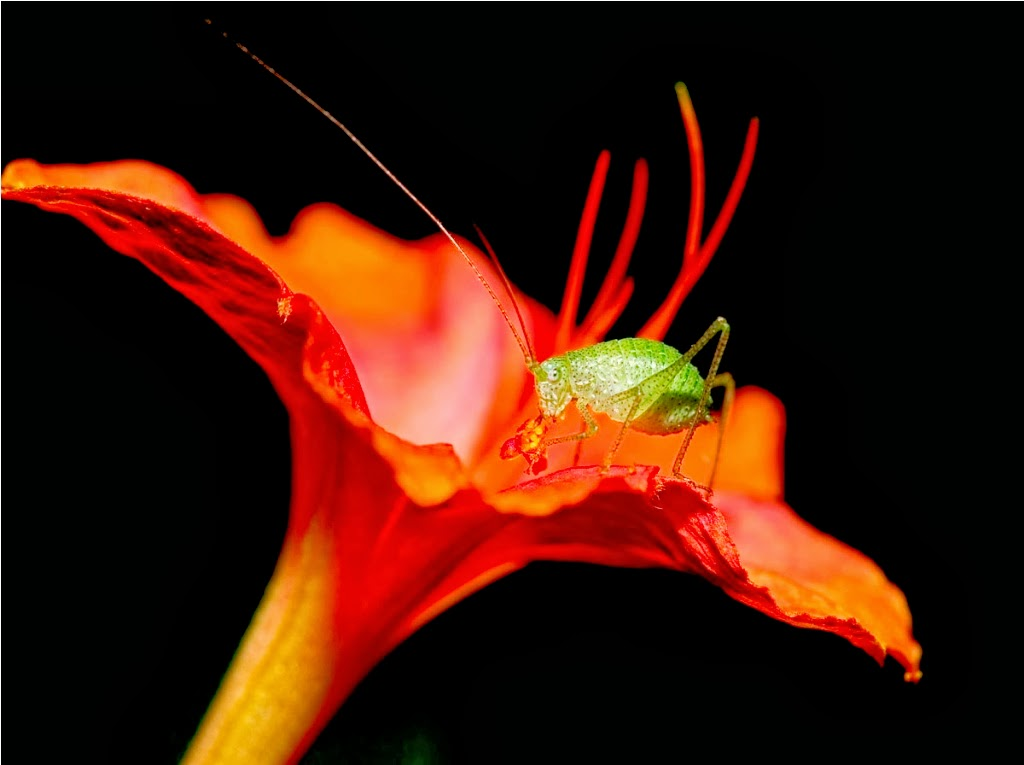